# Exorista tenuipalpis
Exorista tenuipalpis är en tvåvingeart som först beskrevs av Wulp 1890.  Exorista tenuipalpis ingår i släktet Exorista och familjen parasitflugor. Inga underarter finns listade i Catalogue of Life.